# 판소리흥보가
판소리흥보가는 경상북도 경주시의 무형문화재이다. 2007년 1월 8일 경상북도의 무형문화재 제34호로 지정되었다.

## 개요
판소리는 한 명의 소리꾼이 고수의 장단에 맞추어 창(소리),말(아니리), 몸짓(너름새)을 섞어가며 긴 이야기를 엮어가는 것을 말한다. 보유자 정순임(鄭順任)의 박녹주바디 판소리 흥보가 계보는 분명한 예능적의 보유자인 『송만갑 - 김정문 - 박녹주 - 박송희(박정자) - 정순임』으로 잇고 있으며, 무형문화재 제19호 가야금병창 보유자였던 고)장순애(장월중선)의 장녀로 태어나 예술적 재능도 모친으로부터 물려받았다. 10세 전후에 벌써 심청가, 춘향가, 등을 배웠고, 계속해서 흥보가, 수궁가,열사가 등을 배웠다. 정순임은 뛰어난 판소리 기량으로 1985년 남도예술제 판소리부 특장부 대상인 대통령상, 1997년 KBS국악대상을 수상함으로써 명실상부한 판소리 명창으로 알려졌다.
이 때으 심황후가 이 말을 다 듣고 있을 이치가 있으리오마는, 소리를 허니 일이 늦게 되었겄다’(아니리)
심황후 기가 막혀 산호 주렴을 걷혀 버리고 보신발로 우루루루루루루루루. 부친의 목을 안고,
“아이고, 아부지!” 심봉사 깜짝 놀래, “아니, 누가 날다려 아버지여? 에이? 나보고 아버지라니?
이 말이 웬 말이여! 무남독녀 외딸 하나 물에 빠져 죽은 지가 우금 삼년이 되됐는디,
누가 날다려 아버지여?” “아이고 아부지! 여태 눈을 못 뜨셨소? 불효여식 심청이가 살어서 여기 왔소. 아버지, 눈을 떠서 저를 급히 보옵소서. 아이고, 아부지.” 심봉사가 이 말을 듣더니 어쩔 줄을 모르는구나. “에? 아니, 심청이라니? 청이라니? 이게 웬 말이여? 에이? 이게 웬 말이여? 내가 지금 죽어 수궁을 들어왔느냐? 내가 지금 꿈을 꾸느?”(창)
“얼씨구” “좋다” “잘헌다” “그렇지” “아먼”(추임새)

소리꾼(창자·광대), 고수, 청중이 어우러진 판소리. 소리꾼이 창을 하면 고수는 곁에서 북으로 장단을 치며 추임새를 넣는다. 청중도 추임새를 함께하며 흥을 돋운다. 소리꾼은 장단에 맞추지 않고 평상시처럼 이야기(아니리)를 하고, 부채 따위를 써서 가락이나 사설 내용에 따라 동작(너름새, 발림)을 취하기도 한다. 빼어난 너름새는 청중들을 휘어잡는다.

## 전승자
| 구분         | 성명 (생년월일)   | 성별 | 기예능 | 주소          | 인정·해제일자   | 비고 |
| ------------ | ----------------- | ---- | ------ | ------------- | --------------- | ---- |
| 전수교육조교 | 정성룡 (1969.8.8) | 남   |        | 경주시 북성로 | 2019.11.25 인정 |      |

## 참고 문헌
- 판소리흥보가 - 국가유산청 국가유산포털